# お父さん

お父さん(■:左上)と子供(■:中央下)

お父さん（おとうさん）とは日本語で父親を呼ぶ最も一般的な親族呼称法のひとつ。
1903年（明治36年）に尋常小学校の教科書に採用されてから急速に広まった。それ以前は「おとっつぁん」が多かった（武士の階級では「父上」）。近年では「パパ」（中国語ピン音：bàba, ロシア語：папа）とも呼ばれる。

## 用法
「お父さん」は次の場合に用いられる。
1. 子が父親に呼びかける場合
例：「お父さん、いってらっしゃい」
2. 父親が子に対して自分のことを指して言う場合
例：「お父さんは、忙しいんだ」
3. 妻が子の母親として、あたかも子の立場にいるかのように夫に対して呼びかける場合
例：「お父さん、早く帰ってね」
4. 母親が、子の父親を指して子に語りかける場合
例：「お父さんの邪魔をしてはだめよ」
5. 第三者が、子の父親を指して子に語りかける場合
例：「お父さんの仕事はなあに?」
6. 妻や夫が配偶者の父親に呼びかける場合
例：「お父さん、いらしてたんですか」
自身の父ではないことを考慮して「お義父さん」との表記も一般的
7. 第三者が、壮年の男性を指して当人に語りかける場合
例：（タクシーの運転手が）「お父さん！　傘をお忘れですよ！」
この場合、客観的に既に子供がいる可能性が高いと思われる、主に壮年の男性に対して俗語的に使われる事がままあるが、実際は子供がいない、ないしは独身である可能性もあり、またそもそも話し手の父親である訳ではないので、状況次第では失礼に当たる事もあり、気をつける必要がある
8. 本人（主に壮年の男性）が、第三者に対して自分の事を話す場合
例：「じゃあ、まずはお父さんが挑戦しましょうか」

## 親戚に対する呼称
稀ながら自分の父に当たる男性以外にも既婚の若い男性から中年期以降の成人男性を指して呼ぶ一般語としても用する。
1. 義父 - 配偶者の父が中年期以降の成人男性である場合。もしくは高齢の男性だったり子の祖父である場合は、一家として「おじいさん」と呼ぶ場合もある。
2. 伯父・叔父 - 「おじ」にもかかわらず「パパ」や「〜のお父さん」と呼ばれる場合もある。
3. 祖父 - 中年期以降の成人男性である場合（40〜50代の人はまだ若い為、高齢ぶったりするのがあまり良くないと考えられている。）

## 対語・関連語
- 親父
- 父性
- お母さん
- おじ
- おじいさん